# USS John D. Ford (DD-228)
Za druga plovila z istim imenom glejte USS John D. Ford.
USS John D. Ford (DD-228) je bil rušilec razreda Clemson v sestavi Vojne mornarice Združenih držav Amerike.
Rušilec je bil poimenovan po admiralu Johnu Donaldsonu Fordu.